# العلاقات الإسواتينية الموريشيوسية
العلاقات الإسواتينية الموريشيوسية هي العلاقات الثنائية التي تجمع بين إسواتيني وموريشيوس.

## مقارنة بين البلدين
هذه مقارنة عامة ومرجعية للدولتين:
| وجه المقارنة                                              | إسواتيني                                   | موريشيوس                 |
| --------------------------------------------------------- | ------------------------------------------ | ------------------------ |
| المساحة (كم2)                                             | 17.36 ألف                                  | 2.04 ألف                 |
| عدد السكان (نسمة)                                         | 1.37 مليون                                 | 1.26 مليون               |
| الكثافة السكانية (ن./كم²)                                 | 78.92                                      | 617.65                   |
| العاصمة                                                   | لوبامبا، مبابان                            | بورت لويس                |
| اللغة الرسمية                                             | لغة إنجليزية، لغة سوازي                    | لغة إنجليزية، لغة فرنسية |
| العملة                                                    | ليلانغيني سوازيلندي                        | روبي موريشي              |
| الناتج المحلي الإجمالي (بليون دولار)                      | 4.41 مليار                                 | 13.34 مليار              |
| الناتج المحلي الإجمالي (تعادل القوة الشرائية) بليون دولار | 11.13 مليار                                | 25.36 مليار              |
| الناتج المحلي الإجمالي الاسمي للفرد دولار أمريكي          | 3.20 ألف                                   | 9.25 ألف                 |
| الناتج المحلي الإجمالي للفرد دولار أمريكي                 | 8.29 ألف                                   | 18.59 ألف                |
| مؤشر التنمية البشرية                                      | 0.531                                      | 0.777                    |
| رمز المكالمات الدولي                                      | +268                                       | +230                     |
| رمز الإنترنت                                              | .sz                                        | .mu                      |
| المنطقة الزمنية                                           | التوقيت القياسي لجنوب أفريقيا، ت ع م+02:00 | ت ع م+04:00              |

## منظمات دولية مشتركة
يشترك البلدان في عضوية مجموعة من المنظمات الدولية، منها:
| علم المنظمة | اسم المنظمة                                 | تاريخ انضمام إسواتيني | تاريخ انضمام موريشيوس |
| ----------- | ------------------------------------------- | --------------------- | --------------------- |
|             | وكالة ضمان الاستثمار متعدد الأطراف          | 18 أبريل 1990         | 28 ديسمبر 1990        |
|             | الأمم المتحدة                               | 24 سبتمبر 1968        | 24 أبريل 1968         |
|             | دول الكومنولث                               | ?                     | ?                     |
|             | منظمة حظر الأسلحة الكيميائية                | ?                     | ?                     |
|             | منظمة التجارة العالمية                      | ?                     | ?                     |
|             | منظمة الشرطة الجنائية الدولية               | ?                     | ?                     |
|             | الاتحاد الأفريقي                            | ?                     | ?                     |
|             | البنك الإفريقي للتنمية                      | ?                     | ?                     |
|             | مؤسسة التنمية الدولية                       | 22 سبتمبر 1969        | 23 سبتمبر 1968        |
|             | يونسكو                                      | 25 يناير 1978         | 25 أكتوبر 1968        |
|             | مجموعة دول أفريقيا والكاريبي والمحيط الهادئ | ?                     | ?                     |
|             | مجموعة التنمية لأفريقيا الجنوبية            | ?                     | ?                     |
|             | الاتحاد البريدي العالمي                     | ?                     | ?                     |
|             | البنك الدولي للإنشاء والتعمير               | 22 سبتمبر 1969        | 23 سبتمبر 1968        |
|             | الاتحاد الدولي للاتصالات                    | 11 نوفمبر 1970        | 30 أغسطس 1969         |
|             | مؤسسة التمويل الدولية                       | 22 سبتمبر 1969        | 23 سبتمبر 1968        |
|             | المركز الدولي لتسوية المنازعات الاستشارية   | 14 يوليو 1971         | 2 يوليو 1969          |